# BL755
La Hunting Engineering BL755 es una bomba de racimo antitanque que fue fabricada en el Reino Unido. Su principal objetivo son los vehículos blindados con capacidad secundaria antipersona. Contiene un total de 147 submuniciones. Cada submunición es una carga hueca HEAT para penetración de blindaje con una carcasa de fragmentación que produce en torno a 1.400 fragmentos antipersona. Una única bomba de racimo produce un total de más de 200.000 fragmentos.

## Operadores
Alemania
- Luftwaffe: Retiradas progresivamente.[1]

 India
- Fuerza Aérea India: Usada por los MiG-27.[2]

 Irán
- Fuerza Aérea de la República Islámica de Irán: Su último uso conocido fue en la Guerra Irán-Irak por los F-4 Phantom.

 Serbia
- Fuerza Aérea Serbia: Usada por los Soko J-22 Orao.

 Reino Unido
- Royal Air Force: Retirada de servicio en 2007/2008.[3]